# Гепзіба (Джорджія)
Гепзіба (англ. Hephzibah) — місто (англ. city) в США, в окрузі Річмонд штату Джорджія. Населення — 3830 осіб (2020).

## Географія
Гепзіба розташована за координатами 33°17′34″ пн. ш. 82°5′43″ зх. д. / 33.29278° пн. ш. 82.09528° зх. д. (33.292769, -82.095357).  За даними Бюро перепису населення США в 2010 році місто мало площу 50,19 км², з яких 50,02 км² — суходіл та 0,17 км² — водойми.

## Демографія
Згідно з переписом 2010 року, у місті мешкало 4011 особа в 1457 домогосподарствах у складі 1123 родин. Густота населення становила 80 осіб/км².  Було 1613 помешкання (32/км²).
Расовий склад населення:
| - 62,1 % — білих - 33,7 % — чорних або афроамериканців - 0,4 % — азіатів - 0,2 % — корінних американців - 0,1 % — вихідців з тихоокеанських островів |

До двох чи більше рас належало 2,9 %. Частка іспаномовних становила 3,1 % від усіх жителів.
За віковим діапазоном населення розподілялося таким чином: 26,1 % — особи молодші 18 років, 62,3 % — особи у віці 18—64 років, 11,6 % — особи у віці 65 років та старші. Медіана віку мешканця становила 38,5 року. На 100 осіб жіночої статі у місті припадало 90,4 чоловіків;  на 100 жінок у віці від 18 років та старших — 87,7 чоловіків також старших 18 років.
Середній дохід на одне домашнє господарство  становив 73 384 долари США (медіана — 52 188), а середній дохід на одну сім'ю — 89 553 долари (медіана — 71 212). Медіана доходів становила 43 105 доларів для чоловіків та 32 436 доларів для жінок. За межею бідності перебувало 14,5 % осіб, у тому числі 22,2 % дітей у віці до 18 років та 11,2 % осіб у віці 65 років та старших.
Цивільне працевлаштоване населення становило 1653 особи. Основні галузі зайнятості: освіта, охорона здоров'я та соціальна допомога — 16,9 %, роздрібна торгівля — 14,5 %, мистецтво, розваги та відпочинок — 13,3 %.